# Carpinus putoensis
Carpinus putoensis là một loài thực vật có hoa trong họ Betulaceae. Loài này được W.C.Cheng mô tả khoa học đầu tiên năm 1932.